# Fortifications de Lille
Les fortifications de Lille comportent :
- la motte castrale ;
- l'enceinte de Lille du Moyen Âge au XXe siècle et ses portes ainsi que divers ouvrages :
  - la Digue ouvrage militaire servant à contrôler les inondations ;
  - le fort Saint-Sauveur ;
  - la Noble Tour ;
  - le dépôt de munition des dix-huit ponts,
- le château de Courtrai ;
- la citadelle de Lille ;
- la place fortifiée de Lille, ensemble de forts Séré de Rivières autour de Lille.